# Thomas Aumüller (Richter)
Thomas Aumüller (* 23. März 1949 in Frankfurt am Main; † 10. Dezember 2022) war ein deutscher Jurist. Von 2006 bis  2012 war er Präsident des Oberlandesgerichts Frankfurt am Main.

## Leben
Nach dem Abitur im Jahre 1967 studierte Aumüller bis 1968 Musik an der Nordwestdeutschen Musikakademie in Detmold mit dem Hauptfach Klarinette und wurde Preisträger beim Bundeswettbewerb Jugend musiziert. Von 1969 bis 1972 studierte er Rechtswissenschaften an der Johann Wolfgang Goethe-Universität Frankfurt am Main.
Nach dem 1. Juristischen Staatsexamen 1973 war er bis 1974 Rechtsreferendar im Landgerichtsbezirk Wiesbaden und nach dem 2. Juristischen Staatsexamen 1975 wurde er Richter zur Probe am Amtsgericht und am Landgericht Frankfurt. 1978 wurde er zum Richter auf Lebenszeit am Landgericht Frankfurt ernannt.
Von 1987 bis 2001 war Aumüller an das Hessische Justizministerium in Wiesbaden abgeordnet und wurde 1988 unter Fortdauer seiner Abordnung zum Richter am Oberlandesgericht Frankfurt am Main ernannt. Von 1995 bis 1998 war er Leitender Ministerialrat mit der Referatsgruppe Haushalt, Organisation, EDV im Hessischen Ministerium der Justiz und von 1999 bis November 2001 als Ministerialdirigent Leiter der Abteilung IV Justizvollzug im Hessischen Ministerium der Justiz.
2001 kehrte Aumüller in der Richterdienst zurück. Von Dezember 2001 bis zum 30. Juni 2006 leitete er als Präsident das Landgericht Darmstadt, ab Mai 2002 fungierte er als stellvertretender Richter am Hessischen Staatsgerichtshof. Am 1. Juli 2006 wurde er, als Nachfolger von Brigitte Tilmann, Präsident des Oberlandesgerichts Frankfurt am Main. Im April 2012 ging Aumüller in den Ruhestand, ihm folgte als Präsident Roman Poseck.
Aumüller lebte in Kelkheim. Er war Mitglied der CDU.